# Antisindris bipunctalis
Antisindris bipunctalis är en fjärilsart som beskrevs av Antoine Fortuné Marion 1955. Antisindris bipunctalis ingår i släktet Antisindris och familjen mott. Inga underarter finns listade i Catalogue of Life.